# Галерея Ферус
Галерея Ферус (англ. Ferus Gallery - художня галерея США, розташована в Лос-Анджелесі, Каліфорнія, яка представляла сучасне мистецтво і що існувала з 1957 по 1966 роки.

## Історія
Галерея була заснована в 1957 році на лос-анджелеському Бульварі Ла-Сієнега  арт-дилером Уолтером Хоппсом  з його дружиною Ширлі Нільсен (Shirley Neilsen),  художником Едвардом Кінхольц, а також художником і поетом Робертом (Бобом ) Олександром (Bobert Alexander) . Вони назвали галерею «Ферус» на честь  Джеймса Фарріса (James Farris), який застрелився і, можливо, був другом одного Хоппса. Вони змінили його прізвище на «Ферус», так як розробник логотипу галереї - Роберт Олександр - вважав, що таку назва буде привабливіше, з чим погодився Уолтер Хоппс.
У 1958 році Кінхольц пішов з галереї, щоб присвятити себе скульптурі, і його змінив Ірвінг Блум (Irving Blum) . В цей же час багата вдова Сейді Мосс (Sayde Moss) також стала партнером галереї. До осені 1958 року галерея провела двадцять показів, але майже нічого не продала. Блум переконав Хоппса скоротити кількість представлених в галереї художників до чотирнадцяти (сім з Сан-Франциско і сім з Лос-Анджелеса ); він же оновив естетику галереї, надавши їй більш комерційний вид, і поліпшив її фінансовий стан.

З 1958 року під керівництвом Ірвінга Блума в галереї експонувалися твори Західного узбережжя і Нью-Йорка того періоду. Галерея Ферус стала першою на Західному узбережжі, яка організувала персональну виставку Енді Уорхола, якого Блум вперше зустрів у Нью-Йорку в 1961 році. Блум також ризикнув показати деяких художників Східного узбережжя США, включаючи Джаспера Джонса, Роя Ліхтенштейна і Френка Стеллу. Finish Fetish  і Light and Space - стали стилями галереї Ферус, які відрізняли Лос-Анджелес від решти світу мистецтва США. У 1960-1964 роках колекціонер творів мистецтва Марсія Саймон Вайсман ( Marcia Simon Weisman [Архівовано 17 травня 2022 у Wayback Machine.] ) організувала щомісячні прозелітичні уроки для початківців колекціонерів, що проводилися Блумом і Хоппс, в яких брали участь місцеві колекціонери - Роберт Роуен (Robert Rowan) , Едвін Янссен (Edwin Janss ) , Бетти Ашер  і Майкл Бланкфорт.
Уолтер Хоппс пішов з правління галереї в 1962 році, щоб стати куратором, а потім директором Пасадінского художнього музею (нині Музей Нортона Саймона ). Галерея Ферус закрилася в 1966 році; Блум почав шукати нову фінансову основу, відкривши галерею Ferus / Pace з Арне Глимчером , власником нью-йоркської Pace Gallery. Це спільне підприємство тривало менше двох років, після чого Блум керував власною галереєю Irving Blum Gallery до свого від'їзду в Нью-Йорк в 1972 році, де у співпраці з Джозефом Хелманом (Joseph Helman)  він відкрив галерею BlumHelman Gallery. У 1998 році він повернувся в Лос-Анджелес, де працював в якості приватного арт-дилера. Ширлі Нільсен розлучилася з Хоппс в 1966 році, вийшовши заміж за Ірвінга Блума в 1967 році, взявши його прізвище. У них народився син Джейсон Блум - американський кінопродюсер.

## Діяльність
Відкривалася галерея Ферус виставкою «Objects on the New Landscape Demanding of the Eye » (проходила з 15 березня по 11 квітня 1957 року), де були показані роботи Фрэнка Лобделла , Джей ДеФео, Крейга Кауфмана , Річарда Дібенкорн, Джона Алтуна і Кліффорда Стілла. В цьому ж році тут пройшла персональна виставка Соні Гехтофф.
У 1957 році галерея була тимчасово закрита після того, як співробітники поліції Лос-Анджелеса заарештували і звинуватили Уоллеса Бермана  в непристойній поведінці на його виставці - це була перша і остання його персональна виставка.
У 1962 року відбулася перша поп-арт виставка робіт Енді Уорхола « Банки з супом Кемпбелл » з використанням банок, що випускаються компанією Campbell Soup. П'ять полотен були продані за 100 доларів кожна, але Блюм викупив їх, щоб зберегти всю серію картин в цілості, заплативши за 32 картини тисячу доларів.
Серед художників Лос-Анджелеса, які вперше представили свої роботи саме в цій галереї, були: Уоллес Берман  (1957), Билли Аль Бенгстон  (1958), Эд Мозес  (1958), Роберт Ирвин  (1959), Джон Мейсон  (1959), Кеннет Прайс (1960), Ллин Фолкс  (1962), Ларри Белл  (1962) і Ед Рушей (1963).

## Спадщина
У 1968 році Музей мистецтв округу Лос-Анджелес організував виставку «Late Fifties at the Ferus», а музей Newport Harbor Art Museum (нині Музей мистецтв округу Оріндж ) в 1976 році представив виставку «The Last Time I Saw Ferus». У 2002 році в Нью-Йорку Галерея Гагосяна організував виставку, на якій були показані 45 робіт - скульптур, картин, малюнків та інших творів 22 художників, представлених в галереї Ферус за 10 лет її існування. У 2007 році був випущений документальний фільм « Прохладная школа  » про галереї Ферус і художників, які були в ній представлені.
У 2010 році галерея Семюеля Фрімена (Samuel Freeman)  в Санта-Моніці створила точну копію галереї Ферус в своїх власних стінах: тут були представлені оригінальні двері, які стояли біля входу в Ферус, а також повномасштабне відтворення персональної виставки Билли Аль Бенгстона  1960 року.
Цікаво, що в січні 2010 року галерея Ферус знову відкрила свої двері на своєму первісному місці в Лос-Анджелесі на бульварі Ла-Сиєнега  за участю Тіма Найя (Tim Nye)  з Nyehaus [Архівовано 25 січня 2021 у Wayback Machine.] ] і галереї Franklin Parrasch Gallery [Архівовано 7 січня 2021 у Wayback Machine.] з виставкою під назвою «Ferus Gallery Greatest Hits Vol. 1. », показавши багато оригінальних робот художників.